# 国史院
国史院（こくしいん）は、中国の歴代王朝に設置された国史・正史の編纂機関。清の時代に国史館（こくしかん、満洲語：ᡤᡠᡵᡠᠨ ᡳ 
ᠰᡠᡩᡠᡵᡳ 
ᡴᡠᡵᡝᠨ, gurun -i suduri kuren）と改称・復置された。

## 概要
北宋の時代に史館の下に臨時の機関として設置されたのが始まりとされ、南宋の時代には史館に代わって常設の機関となった。監修国史を兼ねる宰相を長として紀伝体の国史・正史が編纂された。
国史院と密接なつながりがある機関として歴代皇帝の詔書の起草にあたった翰林院がある。モンゴル帝国では元々ウイグル文字（モンゴル文字）が用いられ、ウイグル文字の読み書きができるウイグル人・モンゴル人による必闍赤（Bichikchi）と呼ばれる翰林院と同じ職掌の機関が存在しており、大元ウルス（元王朝）には漢字の文章を作成する翰林院が置かれていなかったが、必闍赤に国史編纂の職掌がないことに目をつけた王鶚がフビライ・ハーンに勧めて翰林国史院を設置させ、翰林院と国史院両方の機能を持たせた。
明代では国史院は設置されず翰林院などが国史編纂を行っていたが、清が成立すると翰林院（満州語：bithei yamun）の下部機関として国史館が設置された。国史館には総裁（uheri tuwara hafan）・提調（baita be kadalara hafan）・総纂・纂修（acabume arara hafan）などが設置され、建国以来の本紀・列伝・志・表などが作成された。
辛亥革命後に中華民国臨時政府によって国史院が設置され、これが中華民国の国史館として現在も台北市に存在している。一方、清朝の国史館は北洋政府によって清史館（しんしかん）と改称され、もっぱら清史の編纂業務にあたることになった。